# Він, вона та діти
«Він, вона та діти» (латис. «Viņš, viņa un bērni») — латвійський телевізійний художній фільм режисерів Олега Розенберга і Ольгерта Дункерса. Знятий за замовленням Держтелерадіо СРСР на Ризькій кіностудії у 1986 року. Прем'єра на Центральному телебаченні — 19 лютого 1987 року.

## Зміст
Їхні долі багато в чому схожі. Слава — перекладач великого видавництва, удівець, сам виховує сина, Валерія — музичний працівник клубу, давно розлучена з чоловіком, виховує доньку. Вони живуть в одному мікрорайоні, відвідують один універсам, користуються одним і тим же транспортом. Одного разу герої фільму зустрілися і, виявилося, що вони найпотрібніші один одному люди. Та їхні діти нелегко звикають до нової ситуації, вони проти того, щоб батьки знайшли щастя в коханні.

## Ролі
- Ліліта Озоліня — Валерія Сніжкова
- Віталій Соломін — В'ячеслав Михайлович
- Ікар Самарджієв — Саша
- Андра Гулбе — Аня Сніжкова
- Петеріс Лієпіньш — Віктор, один Слави
- Гунта Віркава — Зіна, подруга Лери
- Хелена Романова — бабуся Сашка
- Еліта Крастиня — залізничний касир
- Вайроніс Яканс — батько Віктора
- Юріс Рійкуріс — Юріс Юрійович, колега Лери
- Освальд Берзіньш — директор кінного заводу
- А. Сиполс — конюх

## Знімальна група
- Автори сценарію: Олег Колесников, Роман Фурман
- Режисери-постановники: Олег Розенберг, Ольгерт Дункерс
- Оператор-постановник: Мартиньш Клейнс
- Композитор: Іварс Вігнерс
- Художник-постановник: Індуліс Гайланс
- Звукооператор: В. Личев
- Режисер: С. Бердичівський
- Оператор: Гунар Кріевс
- Художник по костюмах: Л. Брауна
- Художник-гример: Я. Ріба
- Монтажер: Л. Баліна
- Редактори: Микола Золотоносов, Н. Бастіна
- Музичний оформлювач: Я. Кулбергс
- Асистенти: Е. Данцберга, Б. Лаукар, А. Менготс, М. Реснайс, А. Бріталс, Н. Гриднев, Г. Круміня
- Адміністративна група: Г. Озоліньш, В. Зеберга, С. Піка
- Директор: Сарма Матвека